# Glyphis atrofusca
Glyphis atrofusca är en lavart som först beskrevs av Johannes Müller Argoviensis, och fick sitt nu gällande namn av Lücking. Glyphis atrofusca ingår i släktet Glyphis och familjen Graphidaceae.   Inga underarter finns listade i Catalogue of Life.